# Judasz z Kariothu (dramat)

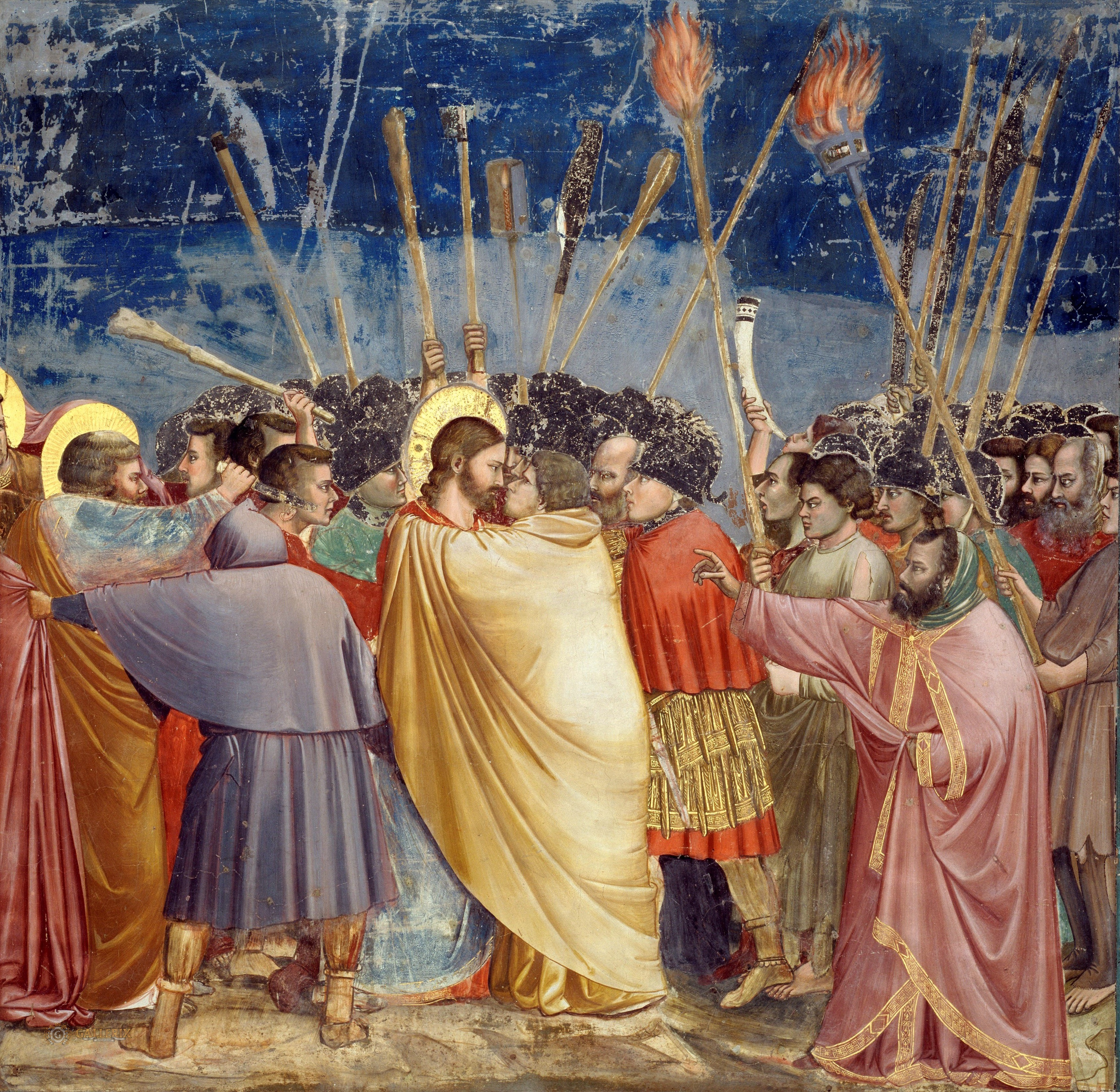
Giotto, Judasz zdradza Jezusa pocałunkiem

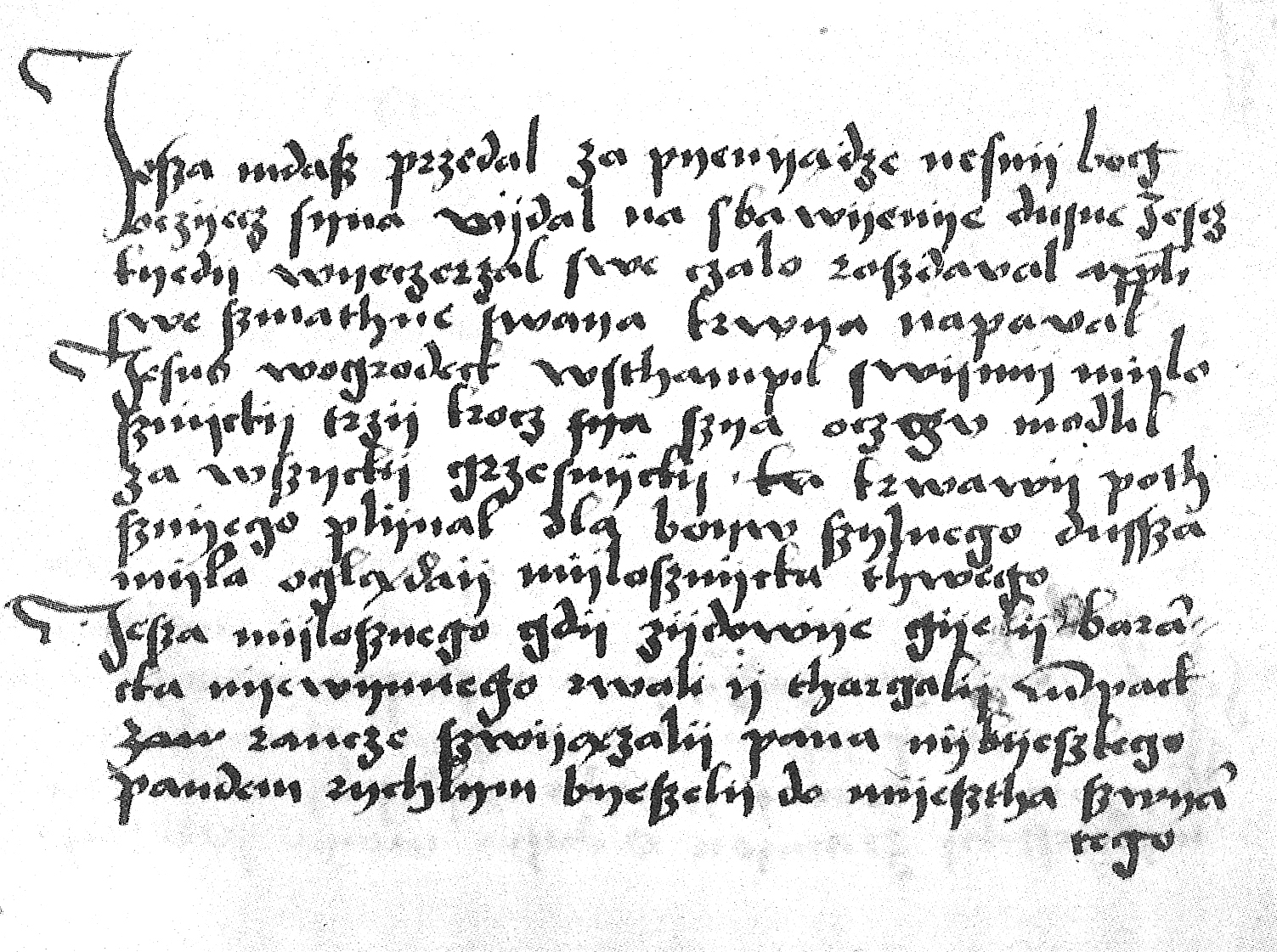
Judasz jest bohaterem jednego z najstarszych polskich wierszy, Jezusa Judasz przedał za pieniądze nędzne Władysława z Gielniowa

Judasz z Kariothu – tragedia młodopolskiego dramaturga Karola Huberta Rostworowskiego z 1913 roku. 
Sztuka jest dramatem psychologicznym. Judasz został przedstawiony jako człowiek przeciętny i bojaźliwy, którego łatwo zastraszyć. Tragedia jest napisana wierszem, przeważnie jambicznym dziewięciozgłoskowcem.

Jam... w Galilei... sklepik miał...
otwarty... ledwie... do wieczora...

Wystawienie sztuki w Krakowie było jednym z najważniejszych artystycznych wydarzeń początku XX wieku. Do sukcesu dramatu przyczyniła się znakomita rola Ludwika Solskiego.
W 1981 roku Judasz z Kariothu został wystawiony w Teatrze Telewizji. W roli głównej wystąpił Jerzy Kryszak.